# Nuoto ai XVII Giochi asiatici
Il nuoto ai Giochi asiatici 2014 si è svolto dal 21 al 26 settembre nell'impianto Munhak Park Tae-hwan Aquatics Center di Incheon e ha visto lo svolgimento di 38 gare, 19 maschili e 19 femminili.

## Medagliere
| #      | Nazione       | Oro | Argento | Bronzo | Totale |
| ------ | ------------- | --- | ------- | ------ | ------ |
| 1      | Cina          | 22  | 12      | 11     | 45     |
| 2      | Giappone      | 12  | 20      | 13     | 45     |
| 3      | Kazakistan    | 3   | 2       | 0      | 5      |
| 4      | Singapore     | 1   | 2       | 2      | 5      |
| 5      | Corea del Sud | 0   | 2       | 6      | 8      |
| 6      | Hong Kong     | 0   | 0       | 3      | 3      |
| 7      | Vietnam       | 0   | 0       | 2      | 2      |
| 8      | India         | 0   | 0       | 1      | 1      |
| Totale | Totale        | 38  | 38      | 38     | 114    |

## Podi

### Uomini
| Evento               | Oro                                                                                     | Prestazione | Argento                                                                         | Prestazione | Bronzo | Prestazione |
| Stile libero         |                                                                                         |             |                                                                                 |             | |             |
| 50 m                 | Ning Zetao                                                                              | 21"95       | Shinri Shioura                                                                  | 22"11       | Kenta Ito | 22"16       |
| 100 m                | Ning Zetao                                                                              | 47"70       | Park Tae-hwan                                                                   | 48"75       | Shinri Shioura | 48"85       |
| 200 m                | Kōsuke Hagino                                                                           | 1'45"23     | Sun Yang                                                                        | 1'45"28     | Park Tae-hwan | 1'45"85     |
| 400 m                | Sun Yang                                                                                | 3'43"23     | Kōsuke Hagino                                                                   | 3'44"48     | Park Tae-hwan | 3'48"33     |
| 1500 m               | Sun Yang                                                                                | 14'49"75    | Kohei Yamamoto                                                                  | 14'54"86    | Wang Kecheng | 15'06"73    |
| Dorso                |                                                                                         |             |                                                                                 |             | |             |
| 50 m                 | Junya Koga                                                                              | 24"28       | Ryōsuke Irie                                                                    | 24"98       | Xu Jiayu | 25"24       |
| 100 m                | Ryōsuke Irie                                                                            | 52"34       | Xu Jiayu                                                                        | 52"81       | Kōsuke Hagino | 53"71       |
| 200 m                | Ryōsuke Irie                                                                            | 1'55"45     | Xu Jiayu                                                                        | 1'55"05     | Kōsuke Hagino | 1'56"36     |
| Rana                 |                                                                                         |             |                                                                                 |             | |             |
| 50 m                 | Dmitriy Balandin                                                                        | 26"78       | Yasuhiro Koseki                                                                 | 27"89       | Sandeep Sejwal | 28"26       |
| 100 m                | Dmitriy Balandin                                                                        | 59"92       | Yasuhiro Koseki                                                                 | 1'00"23     | Li Xiang | 1'00"91     |
| 200 m                | Dmitriy Balandin                                                                        | 2'07"67     | Kazuki Kohinata                                                                 | 2'09"45     | Yasuhiro Koseki | 2'09"48     |
| Farfalla             |                                                                                         |             |                                                                                 |             | |             |
| 50 m                 | Shi Yang                                                                                | 23"46       | Joseph Schooling                                                                | 23"70       | Yang Jung-doo | 23"79       |
| 100 m                | Joseph Schooling                                                                        | 51"76       | Li Zhuhao                                                                       | 51"91       | Hirofumi Ikebata | 52"08       |
| 200 m                | Daiya Seto                                                                              | 1'54"08     | Kenta Hirai                                                                     | 1'55"47     | Joseph Schooling | 1'57"54     |
| Misti                |                                                                                         |             |                                                                                 |             | |             |
| 200 m                | Kōsuke Hagino                                                                           | 1'55"34     | Hiromasa Fujimori                                                               | 1'58"56     | Wang Shun | 1'59"10     |
| 400 m                | Kōsuke Hagino                                                                           | 4'07"75     | Yang Zhixian                                                                    | 4'10"18     | Daiya Seto | 4'10"39     |
| Staffette            |                                                                                         |             |                                                                                 |             | |             |
| 4x100 m stile libero | Cina Yu Hexin Lin Yongqing Sun Yang Ning Zetao Hao Yun* Xu Qiheng* Liu Junwu*           | 3'13"47     | Giappone Shinri Shioura Rammaru Harada Takurō Fujii Katsumi Nakamura Kenta Ito* | 3'14"38     | Corea del Sud Kim Sung-kyum Yang June-hyuck Nam Ki-woong Park Tae-Hwan Raymond Mak* David Wong*                                | 3'18"44     |
| 4x200 m stile libero | Giappone Yūki Kobori Kōsuke Hagino Daiya Seto Takeshi Matsuda                           | 7'06"74     | Cina Li Yunqi Lin Yongqing Mao Feilian Xu Qiheng                                | 7'16"51     | Corea del Sud Nam Ki-woong Yang June-hyuck Jeong Jeong-soo Park Tae-Hwan                                                       | 7'24"14     |
| 4x100 m misti        | Cina Xu Jiayu Li Xiang Li Zhuhao Ning Zetao Jin Yan* Mao Feilian* Wang Yuxin* Yu Hexin* | 3'31"37     | Giappone Ryōsuke Irie Yasuhiro Koseki Hirofumi Ikebata Shinri Shioura           | 3'31"70     | Corea del Sud Park Seon-kwan Choi Kyu-woong Chang Gyu-cheol Park Tae-hwan Dmitriy Shvetsov* Aleksey Derlyugov* Daniil Tulupov* | 3'38"18     |

### Donne
| Evento               | Oro                                                                                         | Prestazione | Argento                                                                                | Prestazione | Bronzo | Prestazione |
| Stile libero         |                                                                                             |             |                                                                                        |             | |             |
| 50 m                 | Chen Xinyi                                                                                  | 24"87       | Miki Uchida                                                                            | 25"11       | Tang Yi | 25"17       |
| 100 m                | Shen Duo                                                                                    | 54"37       | Tang Yi                                                                                | 54"45       | Miki Uchida | 54"66       |
| 200 m                | Shen Duo                                                                                    | 1'57"66     | Chihiro Igarashi                                                                       | 1'59"13     | Tang Yi | 1'59"34     |
| 400 m                | Zhang Yuhan                                                                                 | 4'07"67     | Bi Yirong                                                                              | 4'08"23     | Chihiro Igarashi | 4'09"35     |
| 800 m                | Bi Yirong                                                                                   | 8'27"54     | Xu Danlu                                                                               | 8'33"89     | Asami Chida | 8'34"66     |
| Dorso                |                                                                                             |             |                                                                                        |             | |             |
| 50 m                 | Fu Yuanhui                                                                                  | 27"66       | Yekaterina Rudenko                                                                     | 28"04       | Miyuki Takemura | 28"27       |
| 100 m                | Fu Yuanhui                                                                                  | 59"95       | Yekaterina Rudenko                                                                     | 1'00"61     | Wang Xueer | 1'01"09     |
| 200 m                | Sayaka Akase                                                                                | 2'10"31     | Chen Jie                                                                               | 2'10"53     | Nguyễn Thị Ánh Viên                                                                                                 | 2'12"25     |
| Rana                 |                                                                                             |             |                                                                                        |             | |             |
| 50 m                 | Satomi Suzuki                                                                               | 31"34       | Suo Ran                                                                                | 31"52       | He Yuzhe | 31"62       |
| 100 m                | Shi Jinglin                                                                                 | 1'06"67     | Kanako Watanabe                                                                        | 1'06"80     | He Yun | 1'08"11     |
| 200 m                | Kanako Watanabe                                                                             | 2'21"82     | Rie Kanetō                                                                             | 2'21"92     | Shi Jinglin | 2'23"58     |
| Farfalla             |                                                                                             |             |                                                                                        |             | |             |
| 50 m                 | Lu Ying                                                                                     | 25"83       | Tao Li                                                                                 | 26"28       | Liu Lan | 26"72       |
| 100 m                | Chen Xinyi                                                                                  | 56"61       | Lu Ying                                                                                | 58"45       | Tao Li | 59"08       |
| 200 m                | Jiao Liuyang                                                                                | 2'07"56     | Natsumi Hoshi                                                                          | 2'08"04     | Miyu Nakano | 2'09"18     |
| Misti                |                                                                                             |             |                                                                                        |             | |             |
| 200 m                | Ye Shiwen                                                                                   | 2'08"94     | Kanako Watanabe                                                                        | 2'10"58     | Miho Teramura | 2'11"24     |
| 400 m                | Ye Shiwen                                                                                   | 4'32"97     | Sakiko Shimizu                                                                         | 4'38"63     | Nguyễn Thị Ánh Viên                                                                                                 | 4'39"65     |
| Staffette            |                                                                                             |             |                                                                                        |             | |             |
| 4x100 m stile libero | Cina Ye Shiwen Shen Duo Zhang Yufei Tang Yi Qiu Yuhan* Chen Xinyi* Sun Meichen* Zhou Yilin* | 3'37"25     | Giappone Miki Uchida Misaki Yamaguchi Kanako Watanabe Yayoi Matsumoto Yasuko Miyamoto* | 3'39"35     | Hong Kong Camille Cheng Stephanie Au Hang Yu Sze Siobhán Haughey                                                    | 3'39"94     |
| 4x200 m stile libero | Cina Guo Junjun Tang Yi Cao Yue Shen Duo                                                    | 7'55"17     | Giappone Chihiro Igarashi Yasuko Miyamoto Yayoi Matsumoto Aya Takano                   | 7'58"43     | Hong Kong Camille Cheng Stephanie Au Hang Yu Sze Siobhán Haughey                                                    | 8'04"55     |
| 4x100 m misti        | Giappone Shiho Sakai Kanako Watanabe Natsumi Hoshi Miki Uchida Miyu Nakano*                 | 4'00"94     | Corea del Sud Lee Da-lin Yang Ji-won An Se-hyeon Ko Mi-so                              | 4'04"82     | Hong Kong Stephanie Au Yvette Kong Hang Yu Sze Siobhán Haughey Claudia Lau* Jamie Yeung* Chan Kin Lok* Tam Hoi Lam* | 4'07"15     |